# Benoit, Mississippi
Benoit là một thành phố thuộc quận Bolivar, tiểu bang Mississippi, Hoa Kỳ. Năm 2010, dân số của thành phố này là 477 người.

## Dân số
- Dân số năm 2000: 611 người.
- Dân số năm 2010: 477 người.